# Samuel F. Tappan
Pour les articles homonymes, voir Tappan.
Samuel Forster Tappan (29 juillet 1831 – 6 janvier 1913) est un journaliste, officier et défenseur des droits des Amérindiens. Il fut membre de la commission de paix indienne qui négocia plusieurs traités avec les peuples des Plaines.
Il est inhumé au cimetière national d'Arlington.